# Ardisia centenoi
Ardisia centenoi là một loài thực vật có hoa trong họ Anh thảo. Loài này được S.Vidal mô tả khoa học đầu tiên năm 1883.